# Un día perfecto para el pez banana
Un día perfecto para el pez banana, también conocido como Un día perfecto para el pez plátano (título original en inglés: A Perfect Day for Bananafish) es uno de los relatos más conocidos de J. D. Salinger. Aparece en la colección Nueve cuentos (1948).  Seymour Glass, uno de los miembros de la prodigiosa familia Glass que es tratada por Salinger en otros de sus libros como Franny y Zooey, Levantad, carpinteros, la viga del tejado y Seymour: una introducción y la inédita en castellano Hapworth 16, 1924.
El término "pez banana" proviene de una historia que Seymour cuenta en una playa a una niña. En la historia se refleja el carácter inconformista y profundamente pesimista tanto de Seymour, como del libro en su conjunto y del propio Salinger.